# Галицкая улица (Киев)
Галицкая улица (укр. Галицька вулиця) — улица в Подольском районе города Киева, местности Ветряные горы. Пролегает от Краснопольской улицы до проспекта Свободы.

## История
Возникла в начале XX века под названием Песчаная улица. Современное название — с 1955 года.

## Застройка
Застройка улицы жилая — представлена многоэтажными домами. Непосредственно у проспекта Свободы нет домов по Галицкой улице, они уже относятся к проспекту Свободы (дома № 4 и 6).
Учрежденияː
- средняя общеобразовательная школа № 262 (дом № 5-а).
- кожно-венерологический диспансер № 5 (дом № 6)
- отделение банка Ощадбанк № 10026/0112 (дом № 13)